# تيرينس هارفي
تيرينس هارفي (بالإنجليزية: Terence Harvey)‏ هو ممثل بريطاني، ولد في 1 أكتوبر 1944، وتوفي في 1 سبتمبر 2017.

## أعمال

### أفلام
- (1996) أسرار وأكاذيب[5]
- (2001) من الجحيم[6]
- (2003) جوني إنجلش[7]
- (2013) أنا أعطيها عام[8]

## وصلات خارجية
- تيرينس هارفي على موقع IMDb (الإنجليزية)
- تيرينس هارفي على موقع ألو سيني (الفرنسية)
- تيرينس هارفي على موقع أول موفي (الإنجليزية)
- تيرينس هارفي على موقع قاعدة بيانات الأفلام السويدية (السويدية)
- تيرينس هارفي على موقع قاعدة بيانات الفيلم (الإنجليزية)
- تيرينس هارفي على موقع كينوبويسك (الروسية)